# Caso das enfermeiras búlgaras
O caso das enfermeiras búlgaras foi um longo processo diplomático-judicial que ocorreu na Líbia entre 1999 e 2007 em que cinco enfermeiras búlgaras (Kristiana Vulcheva, Nassia Nenova, Valentina Siropoulo, Valya Chervenyashka e Snezhana Dimitrova), e um médico anestesista de origem palestina naturalizado búlgaro (Ashraf Al Hajuj) foram acusados de vários crimes pelo governo da Jamahiriya Árabe Líbia. Os seis profissionais de saúde estrangeiros foram acusados de conspirar para deliberadamente infectar mais de 400 crianças com HIV em 1998, causando uma epidemia no Hospital Infantil de El-Fatih em Bengazi, Líbia. Cerca de 56 das crianças infectadas morreram em agosto de 2007.
Os acusados, detidos em 1999, foram primeiramente sentenciados à morte, depois tiveram seu caso encaminhado à instância superior da Líbia, e foram sentenciados à morte novamente, uma pena que foi confirmada pelo Supremo Tribunal da Líbia no início de julho de 2007. Os seis tiveram suas sentenças comutadas para prisão perpétua por um painel do governo líbio. Eles foram liberados após um acordo com representantes da União Europeia sobre questões humanitárias — a UE não aceitou o veredicto de culpado da Líbia contra os seis. Em 24 de julho de 2007, as cinco enfermeiras e o médico foram extraditados para a Bulgária, onde suas sentenças foram comutadas pelo presidente búlgaro Georgi Parvanov, e depois libertados.
A libertação ocorreu após intervenção francesa, entretanto, seria objeto de controvérsias devido aos seus termos que incluíram o pagamento de indenizações para as famílias das crianças infectadas, o perdão da dívida líbia e outros incentivos, além de um suposto comércio de armas bem como um acordo de cooperação nuclear civil assinado pelo presidente francês Nicolas Sarkozy em julho de 2007. O presidente francês negou que os dois acordos estavam relacionados a libertação dos seis, embora isso tenha sido alegado por uma variedade de fontes, incluindo Saif al-Islam Gaddafi, filho do ex-líder líbio Muammar Gaddafi.
A epidemia em El-Fatih e os julgamentos subsequentes foram altamente politizados e controversos. Os profissionais de saúde afirmaram que foram forçados a confessar sob tortura e que são inocentes. Saif al-Islam Gaddafi posteriormente confirmou que os investigadores líbios torturaram os profissionais de saúde com choques elétricos e ameaçaram atacar suas famílias para extrair as confissões, e confirmou que algumas das crianças haviam sido infectadas pelo HIV antes dos acusados chegarem à Líbia.
Alguns dos principais especialistas em HIV do mundo escreveram aos tribunais e ao governo líbio em nome dos profissionais de saúde, culpando as práticas de higiene inadequadas no hospital pela epidemia.